# قرار مجلس الأمن التابع للأمم المتحدة رقم 666
في قرار مجلس الأمن التابع للأمم المتحدة رقم 666، الذي اعتمد في 13 سبتمبر 1990، بعد أن استذكر القرارين 661 (1990) و‌664 (1990) اللذان ناقشا الحالة الإنسانية في العراق و‌الكويت واحتجاز مواطنين من بلدان أجنبية، قرر المجلس أن يطلب من لجنة مجلس الأمن تحديد ما إذا كانت الاحتياجات الإنسانية قد نشأت وإبقاء الحالة قيد الاستعراض. وفي الوقت نفسه، فإنه يتوقع من العراق أن يمتثل لالتزاماته بموجب القانون الدولي، بما في ذلك اتفاقية جنيف الرابعة، المتعلقة بسلامة واحتجاز رعايا الدول الثالثة في العراق والكويت المحتلة.
ثم طلب المجلس إلى الأمين العام أن يلتمس على وجه الاستعجال معلومات عن توافر الأغذية في العراق والكويت، فضلًا عن الاهتمام بالاطفال، المسنين، الحوامل والمرضى، وإبلاغ لجنة مجلس الأمن بجميع المعلومات. وإذا نشأت حالة إنسانية، قرر المجلس أن يجتمع لمناقشتها فورًا، وتوجيه اللجنة إلى إمداد المواد الغذائية من خلال المنظمات الدولية مثل اللجنة الدولية للصليب الأحمر والأمم المتحدة. وأخيرًا، أشار القرار إلى الاشراف الصارم على الامدادات الطبية من جانب الحكومات والوكالات الإنسانية المصدرة إلى العراق والكويت.
اعتمد القرار 666 بأغلبية 13 صوتًا؛ وصوتت كوبا و‌اليمن ضد القرار، وذكرت كوبا أنه حتى من خلال استخدام التنازلات، فإن القرار يعادل "استخدام التجويع كسلاح حربي"، وهو محظور بموجب البروتوكول الأول لاتفاقيات جنيف.

## وصلات خارجية
- نص القرار على UN.org (PDF)
- نص القرار على UNHCR.org